# Martina Slabá
Martina Slabá (* 1991, Praha) je českou závodnicí v taiji, která přivezla první místo z čínské soutěže v taiji v Ťiao-cuo (2009), roku 2011, 2013, 2014, 2015 a 2016 se stala mistryní Evropy. Je mnohonásobnou mistryní České republiky v taiji (v letech 2006–2014) a pravidelně obsazuje medailové pozice na mezinárodních soutěžích konaných nejen v tuzemsku ale i v dalších evropských zemích (Czech Open, Slovakia Open, Poland Open). Stala se vícemistryní světa v taijijian – taiji meč (2014).

## Životopis

### Začátky
Martina Slabá se narodila v roce 1991 v Praze. Než začala se cvičením taiji, několik let předtím se závodně věnovala tanci. Bojovému umění taiji (taijiquan) se věnuje přibližně od roku 2004. Tehdy začala studovat v Taiji akademii v Praze na Vinohradech pod vedením Radka Koláře (pokračovatel 21. generace rodinného stylu chen taiji), Petra Donáta a později i Jitky Rychnovské (Neumannové). V průběhu let se několikrát učila přímo u mistra Ču Tchien-cchaj a jeho syna mistra Ču Siang-čchien (Zhu Xiangqian) během jejich pobytů v Praze a v Taiji Akademii.

### V reprezentaci
Na národní úrovni začala závodit asi po dvou letech. Tehdy v roce 2006 navštívila Malajsii, kde na světové soutěži poprvé mohla srovnat úroveň cvičení ve světě s cvičením v Čechách. Tentýž rok se naučila sestavu Taiji meč (42 forem taiji s mečem) pod vedením mistryně Zhai Hua. V národní reprezentaci (v tradičním taiji) je Martina Slabá od roku 2006. Nejprve zde reprezentovala juniory, poté dospělé. Českou republiku reprezentuje hlavně v tzv. pěstních formách, tedy sestavách beze zbraně a v sestavách s mečem.

### Pobyt v Číně
V roce 2009 odjela Martina Slabá s Taiji akademií na měsíční letní poznávací pobyt do Číny. Zde strávila čtrnáct dní ve vesnici Chenjiagou (kolébce Chen taiji) v domě mistra Ču Tchien-cchaj. Tady měla možnost studovat taiji přímo pod vedením mistra Ču Tchien-cchaj. Koncem svého pobytu se zúčastnila závodů konaných ve městě Ťiao-cuo. Odtud si přivezla i první místo v jedné z kategorií taiji.

### Další soutěže
- V roce 2010 měla Martina Slabá startovat na tradičním mistrovství světa, ale přípravy i odlet přerušilo onemocnění.
- V roce 2011 se na 1. Mistrovství Evropy v tradičním wushu v Estonsku stala mistryní Evropy (1. místo – Taiji Jian (meč) – ženy) a tento titul se jí podařilo obhájit i v náročné konkurenci na mistrovství Evropy v tradičním wushu 2013 konaném v Rumunsku v následujícím roce (1. místo: Others Taijiquan – ženy).[1] Následně titul obháhila i v roce 2015 a 2016 (1. místo: Chen style taijiquan –ženy).
- V roce 2012 se zúčastnila 5. Mistrovství světa ve wushu v čínském městě Huangshan, odkud si odvezla stříbro za 3. místo chen taiji quan – ženy a bronz za 6. místo chen taiji jian – ženy v kategorii taiji s mečem.[1][3]
- V roce 2014 vybojovala stříbrnou medaili za druhé místo v kategorii taijijian (taiji meč) na Mistrovství světa v tradičním wushu konaném ke konci října roku 2014 v městě Jiuhuashan v Číně.[3] V témže roce na 1. Mistrovství světa v taijiquan (konaném ve dnech 30. října 2014 až 4. listopadu 2014 v městě Chengdu – rovněž v Číně) se Martina Slabá umístila na třetím místě v kategorii Chenshi taijiquan compulsory routine – taiji pěst.[3] Na stupíncích vítězů stála po boku reprezentantek z Číny a Malajsie.
- V roce 2015 potvrdila svoje mistrovské kvality na soutěžích v Maďarsku a Praze. Z Mistrovství Evropy v tradičním wushu v Bulharsku přivezla dvě medailové pozice: první (Taijiquan (taiji pěst)) a druhé (Taijijian (taiji meč)) místo.[3]
- V roce 2016 přišel neočekávaný dlouhodobější výpadek z tréninkového tempa, přesto přivezla medailové umístění ze šampionátů v Maďarsku a Praze, následně obhájila i Evropský titul v kategorii New Compulsory Chen style Taijiquan. Na mistrovství světa, jež se konalo na počátku října v Polsku, obsadila dvě pátá místa v kategoriích New Compulsory Chen Style Taijijian a New Compulsory Chen Style Taijiquan.

Martina Slabá, Taiji Akademie Praha – Vinohrady, 2012
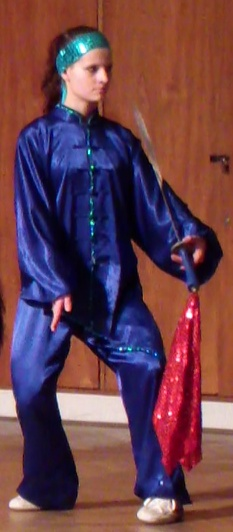
sestava se šavlí
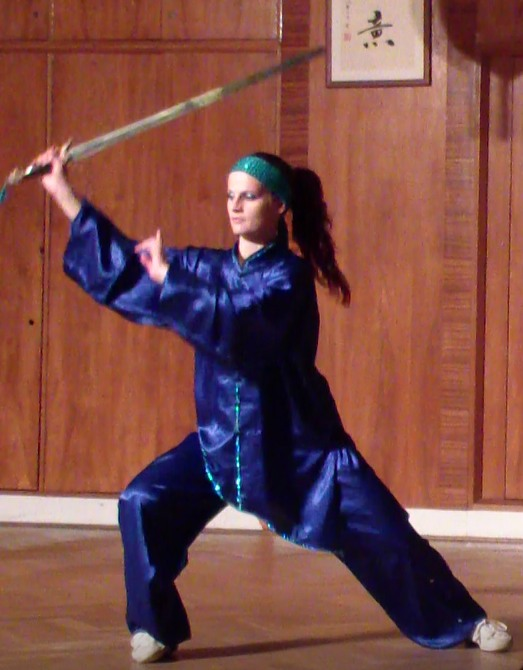
sestava s mečem
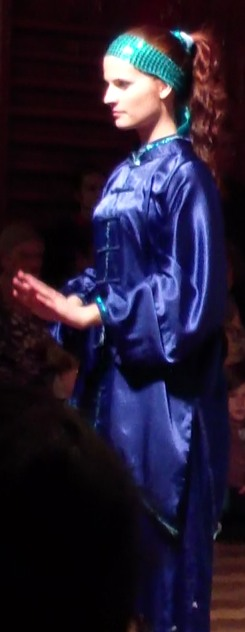
pěst

### Aktivity
Martina Slabá je členem reprezentačního týmu ČR od roku 2006. Kromě toho patří mezi rozhodčí České federace wushu a protože vlastní trenérskou licenci (třídy B) vede kurzy taijiquan pro dospělé v Praze a Berouně, dává soukromé lekce a píše články o taijiquan. Od roku 2013 vede sekci taiji v rámci Školy bojových umění Oheň a Voda  v Berouně. Od ledna 2014 byla zvolena do funkce Státního trenéra pro taijiquan v rámci České federace wushu. Pravidelně se účastní exhibic a vystoupení, kde v rámci jiných sportů či bojových umění reprezentuje wushu a taijiquan.

### Záliby
Mezi záliby Martiny Slabé patří (kromě bojového umění) i cestování, cizí jazyky, jízda na kolečkových bruslích, tanec a četba. Také se věnuje studiu jazyků; ovládá angličtinu, němčinu a základy latiny. Ve volném čase se věnuje studiu čínštiny. Studuje (rok 2016) obor podnikání a administrativa na Česká zemědělské univerzitě.

## Výsledky v tuzemských a mezinárodních soutěžích

### 2016
- 2016 – Hungaria Open, Maďarský Chan Wu šampionát 2015, Maďarsko, Budapešť[3]
  - 1. místo – Taijiquan (taiji pěst), ženy
  - 2. místo – Taijijian (taiji meč), muži + ženy
- 2016 – Evropský otevřený mezinárodní wushu šampionát, Praha[3]
  - 1. místo – Taijiquan (taiji pěst)
  - 1. místo – Taijiqixie (taiji zbraň)
- 2016 – Mistrovství Evropy v taijiquan, Moskva, Rusko[3]
  - 1. místo – New Compulsory Chen Style Taijiquan (taiji pěst), ženy
  - 4. místo – Traditional Chen Style Taijijian (taiji meč), ženy
  - 8. místo – Traditional Chen Style Taijiquan (taiji pěst), ženy
- 2016 – Národní pohár 2015, Praha[3]
  - 1. místo – Taijiquan (taiji pěst) – ženy
  - 2. místo – Taijijian (taiji meč) – muži + ženy

### 2015
- 2015 – Hungaria Open, Maďarský Chan Wu šampionát 2015, Maďarsko, Budapešť[3]
  - 1. místo – Taijiquan (taiji pěst)
  - 1. místo – Taijijian (taiji meč)
  - 1. místo – Taijishan (taiji vějíř)
- 2015 – 3. Evropský otevřený mezinárodní wushu šampionát, Praha[3]
  - 1. místo – Taijiquan (taiji pěst)
  - 1. místo – Taijiqixie (taiji zbraň)
- 2015 – Mistrovství Evropy v tradičním wushu 2015, Bulharsko, Stará Zagora[3]
  - 1. místo – Taijiquan (taiji pěst)
  - 2. místo – Taijijian (taiji meč)
- 2015 – Národní pohár 2015, Praha[3]
  - 1. místo – Taijiquan (taiji pěst)
  - 1. místo – Taijijian (taiji meč)

### 2014, 2013
| 2014 | 2013 |
| --- | --- |
| - 2014 – Mistrovství světa v taijiquan, 30.10. – 4.11.2014 Chengdu, Čína - 3. místo v kategorii Chenshi taijiquan compulsory routine – taiji pěst - 11. místo v kategorii tradiční taiji (věechny styly dohromady) - 2014 – Mistrovství světa v tradičním wushu 23. – 29.10.2014, Jiuhuashan, Čína - 2. místo kategorie taijijian (taiji meč) – stříbrná medaile - 6. místo kategorie taijiquan (taiji pěst) – bronzová medaile Taiji - 2014 – 1. mistrovství Evropy v taijiquan a vnitřních stylech wushu, Rumunsko, 3. – 5. 5. 2014 - 1. místo – Various styles traditional Taijiquan – ženy - 1. místo – Traditional Taiji weapon – ženy - 2014 – Druhý evropský mezinárodní festival čínského wushu Praha, 26.–27. 4. 2014 - 1. místo – Taijiquan – ženy - 1. místo – Taijijian (meč) – ženy | - 2013 – Czech Open 2013 Praha - 1. místo – Taiji Quan – ženy, muži - 1. místo – Taiji Shan (vějíř) – ženy, muži - + nejvyšší bodové ohodnocení v rámci kategorií wushu za taiji shan (vějíř) 9.35 bodu - 2013 – Mistrovství České republiky 2013 - 1. místo – Taijiquan – taiji pěst (ženy) - 1. místo – Taijishan – taiji vějíř (ženy) - 2013 – První evropský mezinárodní festival čínského wushu 2013 - 1. místo – Taijiquan – ženy - 1. místo – Taijijian (meč) – ženy - 2013 – Mistrovství Evropy v tradičním wushu 2013 Rumunsko 8. – 15. 4. 2013 - 1. místo Others Taijiquan – ženy - 3. místo Taijijian – ženy |

### 2012, 2011
| 2012 | 2011 |
| --- | --- |
| - 2012 – Mistrovství České republiky 2012 - 1. místo Taiji Quan – muží, ženy - 1. místo Taiji Jian (meč) – muži, ženy - Nejvyšší známka soutěže a ocenění za nejvyšší známku v kategoriích taiji - 2012 – 5th world traditional wushu championship, Huangshan, China (5. Mistrovství světa ve wushu 2012) - 3. místo chen taiji quan – ženy, Stříbro - 6. místo chen taiji jian – ženy, Bronz - 2012 – Czech Open 2012 - 1. místo – Taiji Quan – ženy, muži - 1. místo – Taiji Jian (meč) – ženy, muži - + nejvyšší bodové ohodnocení v rámci kategorií wushu - 2012 – Europa taichi 2012 Paris – Mistrovství Evropy - 1. místo – Taiji Jian (meč tradiční) – muži a ženy dohromady - 1. místo – Taiji Quan dělové pěsti – muži a ženy dohromady - 1. místo – Taiji vějíř – ženy - 2. místo – Taiji Quan – sestava beze zbraně – muži a ženy dohromady - 2. místo – Taiji šavle – muži a ženy dohromady - 2. místo – Taiji Jian (meč – 42 forem) – ženy | - 2011 – 1. Mistrovství Evropy v tradičním wushu Estonsko - 1. místo – Taiji Jian (meč) – ženy - 2. místo – Taiji Quan – ženy - 2011 – Mistrovství České republiky - 1. místo Taiji Quan – ženy - 1. místo Taiji Jian (meč) – ženy, muži - 2011 – Czech Open - 1. místo – Taiji Quan – ženy - 1. místo – Taiji Jian (meč) – ženy, muži - 2011 – Slovakia Open - 1. místo – Taiji Quan – ženy - 1. místo – Taiji Jian (meč) – ženy, muži |

### 2010, 2009
| 2010 | 2009 |
| --- | --- |
| - 2010 – Poland Open - 1. místo – Taiji Quan – ženy - 1. místo – Taiji Jian (meč) – ženy - 2010 – Czech Open - 1. místo – Taiji Quan – ženy - 1. místo – Taiji Jian (meč) – ženy,muži - 2010 – Mistrovství České republiky - 1. místo– Taiji Quan – muži, ženy - 1. místo– Taiji Jian (meč) – muži,ženy | - 2009 – World Taiji chuan exchange Competition Jiao Zuo – Čína - 1. místo – Chen Taiji Chuan (beze zbraně) – ženy (15–36 let) - Stříbrná medaile –Taiji Jian (meč–tradiční) – ženy - 2009 – Czech Open - 1. místo – Taiji Quan – ženy - 1. místo – Taiji Jian (meč) – ženy - 2009 – Mistrovství České republiky - 1. místo – Taiji Quan – muži, ženy - 1. místo – Taiji meč – muži, ženy |

### 2008, 2007
| 2008 | 2007 |
| --- | --- |
| - 2008 – Czech Open - 3. místo – Taiji Quan – ženy - 2. místo – Taiji jian (meč) – ženy - 2008 – Mistrovství České republiky - 1. místo – Taiji Quan – ženy - 1. místo – Taiji meč – muži, ženy | - 2007 – Poland Open (Varšava) - 1. místo–juniorky Taiji beze zbraně - 1. místo–juniorky Taiji meč - 2007 – Czech Open - 1. místo– Taiji Quan – ženy - 1. místo– Taiji meč –ženy - 2007 – Mistrovství České republiky - 1. místo– Taiji Quan – ženy - 1. místo– Taiji meč –ženy |

### 2006, 2005
| 2006 | 2005 |
| --- | --- |
| - 2006 – 1. Mistrovství světa juniorů Malajsie - 13. místo - 2006 – Mistrovství České republiky (Plzeň) - 1. místo – Taiji Quan–juniorky - 1. místo – Taiji Quan – ženy - 3. místo – Taiji meč – ženy - 2006 – Czech Open - 1. místo – Taiji Quan – ženy | - 2005 – Czech Open - 2. místo – Taiji Quan – ženy - 2005 – Mistrovství České republiky - 2. místo – Taiji Quan – ženy |